# 福日德拉努埃
福日德拉努埃（法語：Forges de Lanouée，發音：[fɔʁʒ də lanwe] ⓘ）是法国莫尔比昂省的一个市镇，属于蓬蒂维区。该市镇于2019年由原市镇拉努埃和莱福日合并而成，行政中心位于拉努埃。

## 地理
福日德拉努埃（48°0'10"N, 2°34'50"W）面积96.29 平方千米，位于法国布列塔尼大區莫尔比昂省，该省份为法国西北部沿海省份，位于布列塔尼半岛南部，北起阿摩尔滨海省、西接菲尼斯泰尔省，南濒大西洋，东南接大西洋卢瓦尔省，东临伊勒-维莱讷省。
与福日德拉努埃接壤的市镇（或旧市镇、城区）包括：拉特里尼泰-波罗埃特、布雷昂、普勒格里费特、盖贡、若斯兰、拉克鲁瓦埃莱昂、拉格雷圣洛朗、圣马洛-德特鲁瓦方丹、莫翁、普吕米约。
福日德拉努埃的时区为UTC+01:00、UTC+02:00（夏令时）。

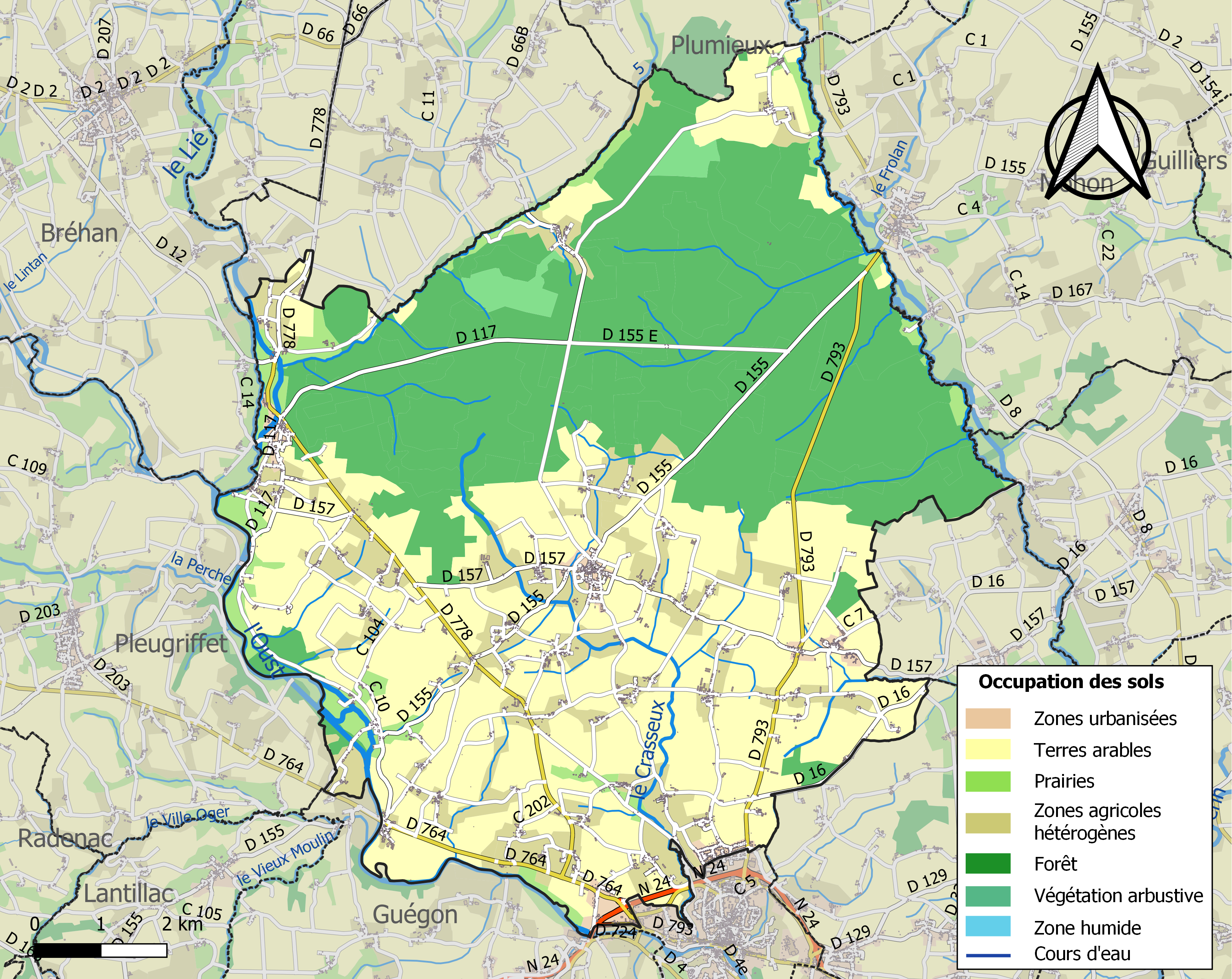
福日德拉努埃的OSM定位图

## 行政
福日德拉努埃的邮政编码为56120，INSEE市镇编码为56102。

## 政治
福日德拉努埃所属的省级选区为普洛埃梅勒县。

## 人口
福日德拉努埃于2022年1月1日时的人口数量为2190人。